# Monosulfure de silicium
Le monosulfure de silicium est un composé chimique de formule SiS. Cette molécule a été détectée en phase gazeuse à haute température, avec une longueur de liaison de 192,93 pm. Cette valeur est inférieure à la fois à celle de la liaison simple normale (216 pm) et à celle de la double liaison (201 pm) mesurée pour une organosilanethione.
Le monosulfure de silicium fait partie des molécules détectées dans le milieu interstellaire, notamment dans l'enveloppe circumstellaire d'étoiles riches en carbone.
Un solide amorphe de couleur jaune-rouge a été signalé. Les propriétés du silicium diffèrent de ce point de vue de celles du germanium, ce dernier formant un monosulfure solide stable.